# 1925

## الأحداث
- تأسيس مدينة ايرجافو وتقع حاليا في صوماليلاند.
- تأسيس مدينة ستوك أون ترينت وتقع حاليا في المملكة المتحدة.
- تأسيس مدينة إيتوكورتيرمايت وتقع حاليا في جرينلاند.
- تأسيس مدينة القامشلي وتقع حاليا في سوريا.
- تأسيس مدينة العفولة.
- تأسيس مدينة كريات آتا.

## مواليد
- إسماعيل صبري عبد الله، اقتصادي مصري
- محمد الحاج سلام أمزيان، سياسي مغربي.
- عبد الله السميط ، سياسي كويتي .

### يناير
- 4 يناير - فيكو هاكولينن، بطل تزلج اختراق الضاحية فنلندي.
- 7 يناير - جيرالد دوريل، عالم طبيعة بريطاني.

### فبراير
- 18 فبراير - محمد الأكحل شرفاء عالم دين جزائري.

### أبريل
- اللواء قاسم الناصر، من رجالات الأردن

### مايو
- 19 مايو - مالكوم إكس،
- 20 مايو - أحمد شوقي إبراهيم، طبيب ومقدم برامج مصري.

### يونيو
- 1 يونيو - إيتالو دي زان راكب دراجات إيطالي

### أغسطس
- 8 أغسطس - علي عزت بيغوفيتش، أول رئيس لجمهورية البوسنة والهرسك.

### أكتوبر
- 5 أكتوبر - إميليانو أغويري، إحاثي إسبانيّ.

### نوفمبر
- 9 نوفمبر - كامل العسلي، كاتب وباحث ومترجم فلسطيني.

### ديسمبر
- 6 ديسمبر - حافظ سلامة، ثوري مصري

## وفيات

### ديسمبر
- 9 ديسمبر - بابلو إيغليسياس مؤسس حزب العمال الاشتراكي الإسباني.

## نال جائزة نوبل
- في الفيزياء – الألماني جيمس فرانك.
- في الكيمياء – الألماني ريشارد سيغموندي.
- في الطب – محجوبة.
- في الأدب – الأيرلندي جورج برنارد شو.
- في السلام – مناصفة بين البريطاني أوستن شامبرلين والأمريكي تشارلز جيتس دويز.